# 奈良県道252号長谷寺停車場線
奈良県道252号長谷寺停車場線（ならけんどう252ごう はせでらていしゃじょうせん）は、奈良県桜井市を通る一般県道である。

## 概要
桜井市大字初瀬から近鉄大阪線 長谷寺駅前を経由して、国道165号に至る。国道165号の南側を通る。

### 路線データ
- 起点：奈良県桜井市大字初瀬（国道165号交点）
- 終点：奈良県桜井市大字初瀬（国道165号交点）

## 路線状況

### 道路施設

#### 橋梁
- 初瀬橋（大和川、桜井市）

## 地理

### 通過する自治体
- 奈良県
  - 桜井市

### 交差する道路
| 交差する道路 | 交差する場所 | 交差する場所 |
| ------------ | ------------ | ------------ |
| 国道165号    | 大字初瀬     | 起点         |
| 国道165号    | 大字初瀬     | 終点         |

### 沿線
- 近鉄大阪線 長谷寺駅
- 大和川
- 桜井市立初瀬小学校
- 桜井市立桜井東中学校